# 袁宗辉
袁宗辉（1958年2月23日—2020年2月6日），男，湖北天门人，中国兽医学家，华中农业大学教授。

## 生平
1975年高中毕业后在国营农场参加劳动。文化大革命结束后参加高考。1981年12月毕业于华中农学院兽医专业。1982年至1984年，留校兽医药理学及毒理学攻读硕士，师从张祖荫教授。1985年至1987年，在华南农业大学师从冯淇辉教授攻读农学博士，成为中国大陆第一位兽医药理学及毒理学博士。
1988年至1993年，历任华南农业大学兽医药理研究室讲师、副教授、硕士生导师。1993年6月至1994年5月，任深圳华宝集团股份公司华大兽药有限公司厂长。1994年6月受聘为华中农业大学畜牧兽医学院教授，此后历任华中农业大学博士生导师、兽药学系主任、兽药研究所所长等职。1997和2001年，分别在美国肯塔基大学和罗德岛大学做访问学者。
1997年被评为农业部中青年有突出贡献专家，2008年开始享受国务院政府特殊津贴。2015年8月，成为西班牙皇家兽医科学院外籍院士。2015年10月，当选中国畜牧兽医学会兽医药理毒理学分会理事长。曾主持“动物源食品中主要兽药残留物高效检测关键技术”科研项目，以第一完成人身份获2016年国家技术发明奖二等奖。2017年12月，率领中国专家团赴韩国济州岛参加国际食品法典委员会抗微生物药耐药性政府间工作组第五届会议。
2020年2月6日晚在武汉家中病逝。